# Battaglia di Prochorovka
La battaglia di Prochorovka (In russo Сражение под Прохоровкой, Sraženie pod Prochorovkoj) , combattuta il 12 luglio 1943 sul fronte orientale durante la seconda guerra mondiale, rappresenta il più cruento scontro tra carri armati della storia militare, ed è considerata dagli storici la battaglia che coinvolse il maggior numero di mezzi corazzati in uno spazio relativamente ristretto.
Lo scontro si concluse, dopo combattimenti particolarmente accaniti e gravi perdite per entrambe le parti, con una sostanziale sconfitta per i reparti corazzati tedeschi della Wehrmacht e delle Waffen-SS. Pur subendo perdite molto inferiori infatti, l'esercito tedesco, dopo questa battaglia, fu costretto a sospendere il suo tentativo di avanzata su Kursk, e passare sulla difensiva per contenere i ripetuti e tenaci contrattacchi sovietici.

## Le forze in campo

### La Wehrmacht

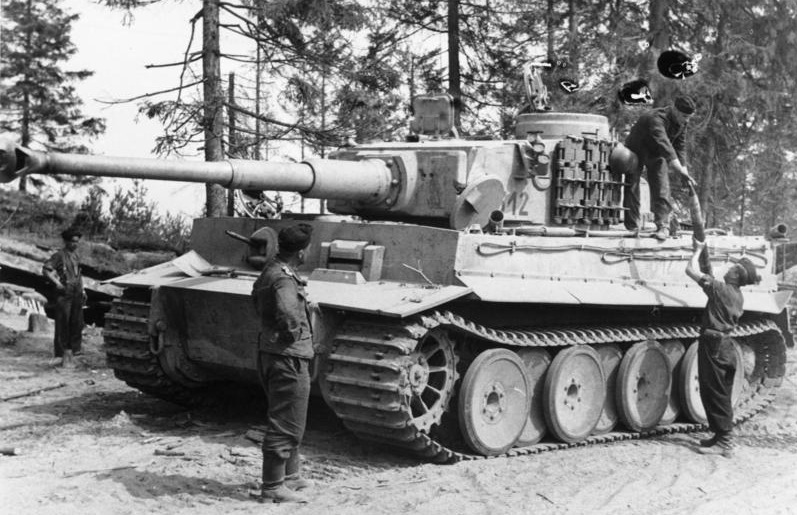
Un Tiger I fotografato il 21 giugno 1943 nei dintorni del lago Ladoga

Le forze tedesche erano formate principalmente dalle tre divisioni SS-panzer, la 1. SS-Panzer-Division "Leibstandarte SS Adolf Hitler", la 2. SS-Panzer-Division "Das Reich" e la 3. SS-Panzerdivision "Totenkopf", le quali avevano sofferto gravi perdite nei giorni precedenti.
Queste tre divisioni corazzate avevano iniziato l'offensiva il 5 luglio con 456 carri armati, compresi 35 Tiger I Ausf. E, 137 cannoni d'assalto Sturmgeschütz III; in accordo con le fonti tedesche, all'11 luglio erano disponibili 204 carri armati suddivisi tra le 3 divisioni corazzate dei quali circa venti erano Tiger I.
 L'appoggio aereo disponibile per le divisioni corazzate era costituito dall'VII Corpo aereo della Luftwaffe, esso aveva disponibile il 5 luglio 966 aerei da combattimento di tutte le tipologie. Tra il 5 e l'8 luglio, il quartier generale della Luftwaffe riporta, che andarono perduti solamente 41 aerei. Si stima poi che nel periodo tra l'8 e l'11 luglio altri 220 aeroplani furono perduti, per cui il 12 luglio erano disponibili per il combattimento circa 700 tra, cacciabombardieri Henschel Hs 129, Focke-Wulf Fw 190 e Ju 87 G-2 "Kanonenvogel".

### L'Armata Rossa
Per quanto riguarda l'Armata Rossa, la principale formazione che resse le sorti della battaglia fu la 5ª Armata corazzata della Guardia, la cui forza corazzata ammontava a circa 800-850 carri armati, molti dei quali erano tuttavia carri leggeri T-70, ormai divenuti assolutamente inadatti al combattimento. Nel complesso, la 5ª Armata aveva a disposizione circa 500 carri T-34, 264 T-70, 31 carri Mk IV Churchill, pochi KV-1 e circa 50 semoventi d'artiglieria tra SU-122 e SU-76; ma tuttavia nessun semovente SU-152 o SU-85 prese parte al combattimento.
L'appoggio aereo era assicurato dalla 2ª Armata aerea, la quale aveva subito ingenti perdite nei giorni precedenti e poteva ora contare su di un totale di 472 aerei pronti al combattimento; di questi 266 erano aerei da caccia, 160 bombardieri e 90 erano cacciabombardieri Ilyushin Il-2 Šturmovik. A causa dell'elevata usura di cui soffrivano tali apparecchi, è probabile che solamente 300 aerei presero parte alla battaglia il 12 luglio.

## La battaglia

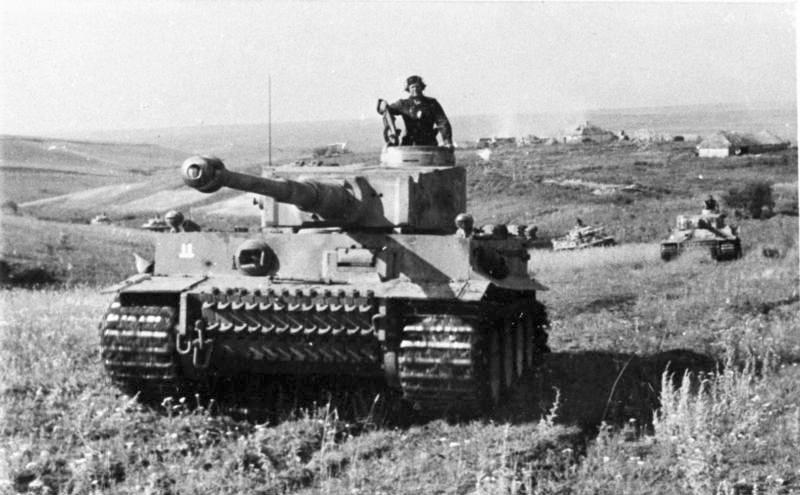
Carro Tiger I avanza nella campagna intorno al villaggio di Prochorovka.

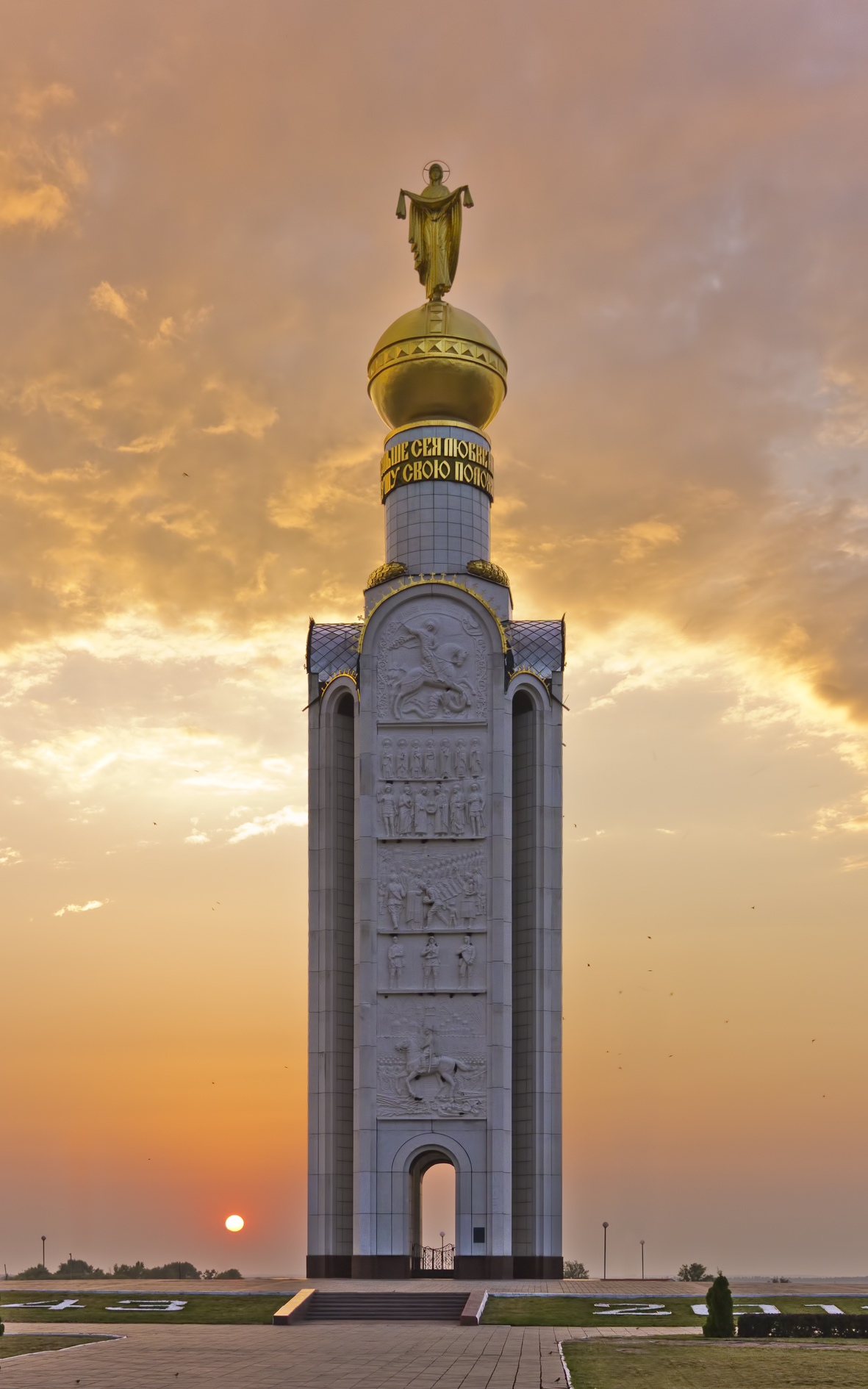
Monumento a ricordo della battaglia, situato nel luogo dello scontro.

Verso le ore 08:20 la Luftwaffe cominciò a bombardare duramente le postazioni sovietiche precedentemente individuate dalla ricognizione aerea; a poca distanza dall'inizio delle operazioni aeree iniziarono ad avanzare, con un primo scaglione di mezzi corazzati, la Leibstandarte SS Adolf Hitler e la Totenkopf con compatte formazioni a cuneo (detto Panzerkeil) con i Panzer VI Tiger I Ausf. E in testa, al centro, affiancati dai Panzer IV e Panzer III Ausf. N e J.

Immediatamente il fuoco dell'artiglieria sovietica, soprattutto delle batterie di lanciarazzi Katjuša, iniziò a bersagliare le avanzanti formazioni corazzate tedesche senza sortire tuttavia effetti rilevanti; in contemporanea alla messa in moto di una prima massa di carri armati sovietici in direzione delle formazioni tedesche.
L'intento dei carri sovietici era quello di serrare le distanze con i carri tedeschi, in particolare con i Tiger, in modo da annullare il vantaggio che i carri tedeschi, dovuto ai cannoni a canna lunga di cui erano dotati in maggior parte, avevano nel combattimento sulle grandi distanze; in più i carri sovietici, specialmente i T-34, manovravano a elevate velocità, compiendo rapidi cambi di direzione, così da rendersi bersagli difficili.
L'impatto tra le due formazioni corazzate provocò una mischia confusa caratterizzata da innumerevoli duelli fra singoli carri; durante il combattimento il fuoco ravvicinato dei cannoni specialmente sui fianchi dei carri nemici provocava la completa distruzione dei mezzi che esplodevano e oltre ad uccidere gli equipaggi proiettavano le torrette dei carri a decine di metri di distanza; in questo frangente era difficile capire se il carro con cui si era ingaggiato il combattimento era o meno un nemico.
Alla sera del 12 luglio sul campo di battaglia nei pressi di Prochorovka, restarono circa 700 relitti di mezzi corazzati di entrambe le parti, anche se i tedeschi persero molti meno mezzi dei sovietici; restarono sul campo anche circa un terzo dei carri Tiger entrati in azione quel giorno, tanto da decretarne la vittoria tattica ma la sconfitta strategica. Alla fine della giornata i tedeschi furono costretti a ritirarsi, poiché l'OKH decise l'annullamento dell'operazione Cittadella.